# Walter Leistikow

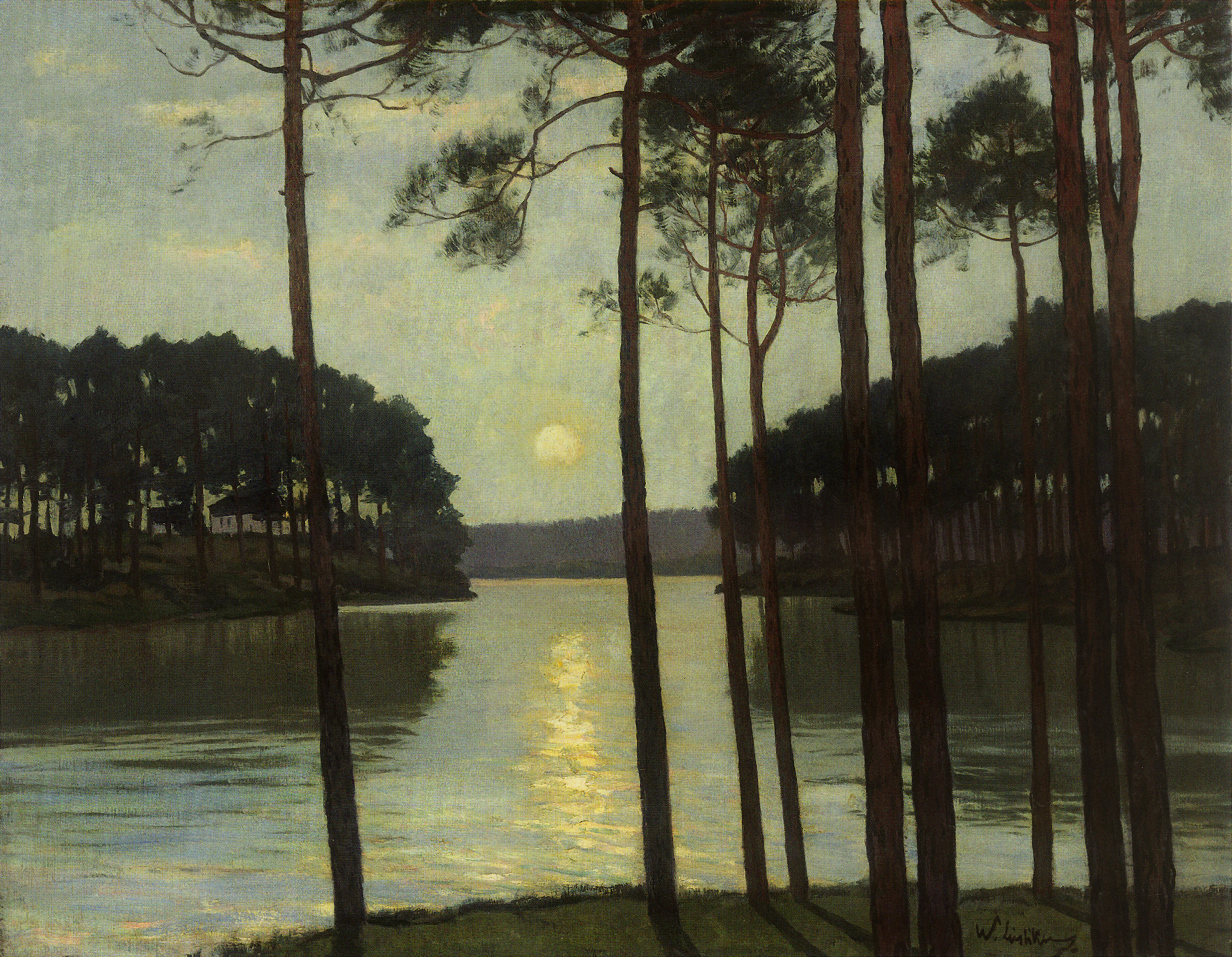
Cisza wieczorna nad Schlachtensee (1895)

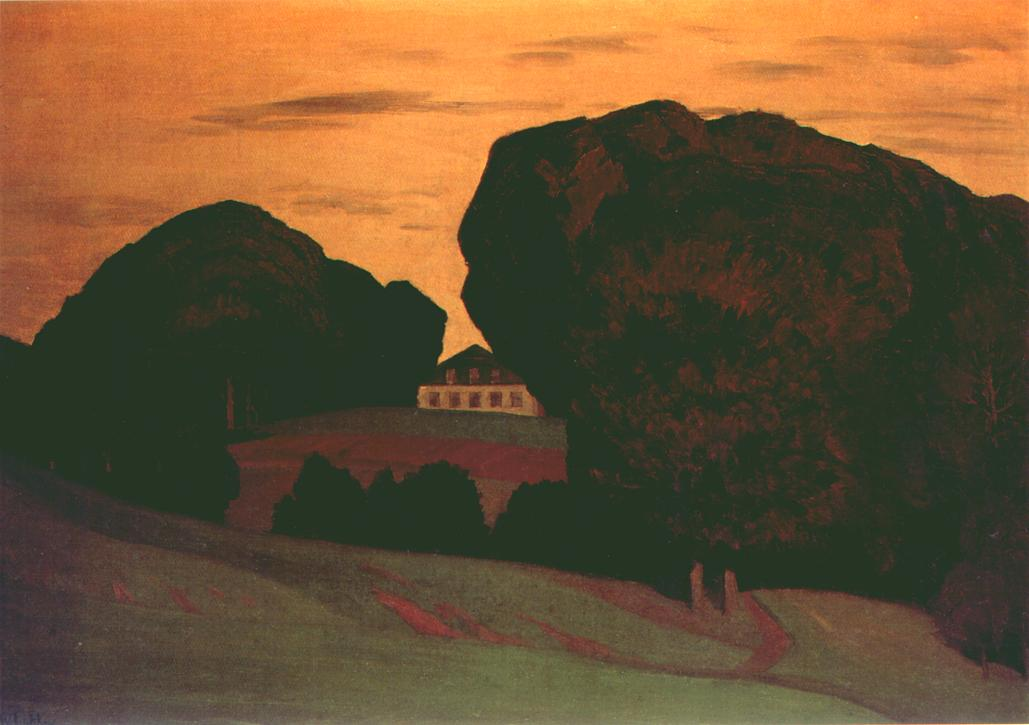
Dom w Danii (1898)

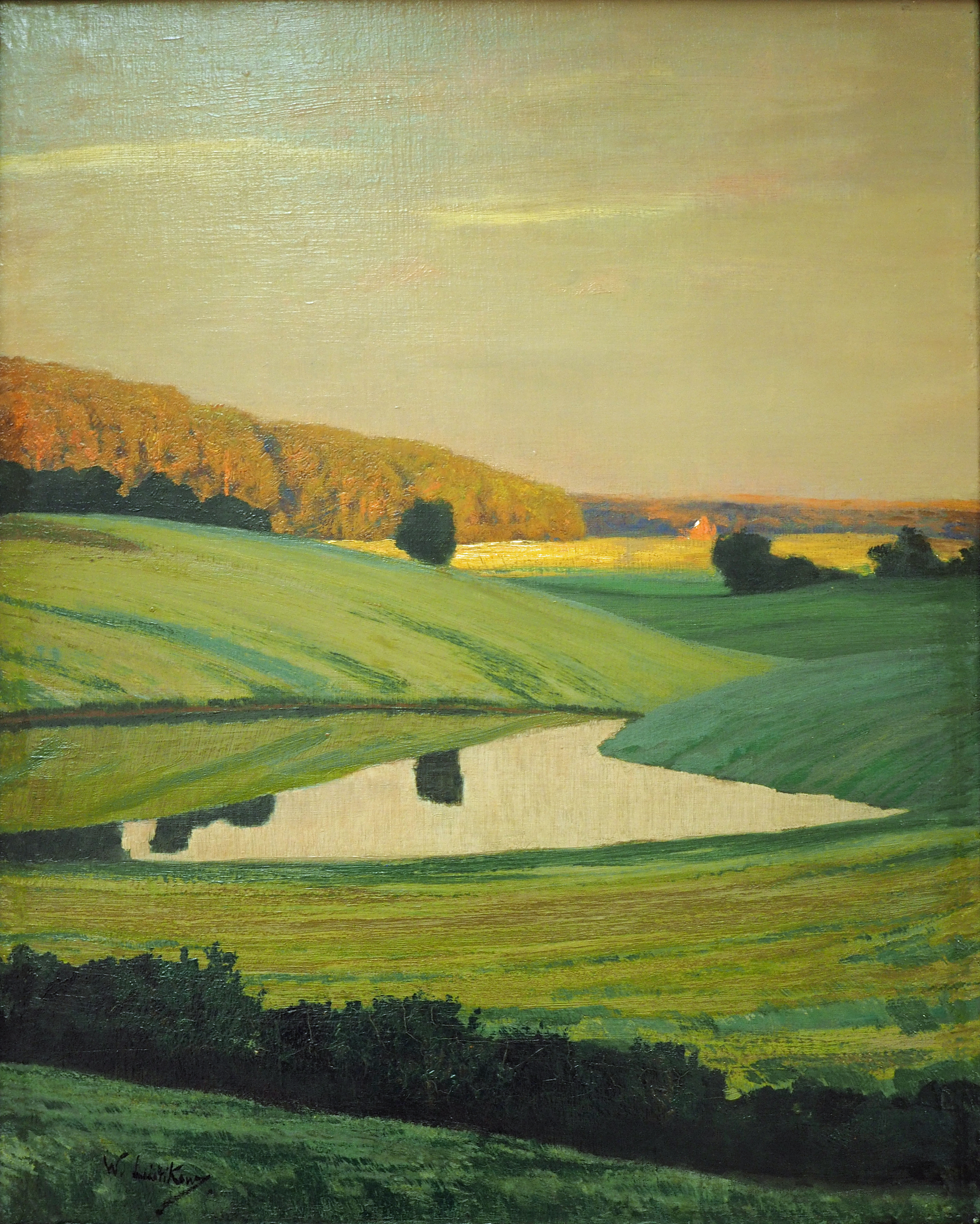
Brandenburski pejzaż z jeziorem (1896)

Liebesinsel na Templiner See (1905)

Walther Rudolf Leistikow (ur. 25 października 1865 w Bydgoszczy, zm. 24 lipca 1908 w Berlinie) – niemiecki malarz i grafik, przedstawiciel impresjonizmu, założyciel Berlińskiej Secesji.

## Życiorys
Urodził się 25 października 1865 w Bydgoszczy (ówcześnie Bromberg) w rodzinie pozbawionej tradycji artystycznych, jako syn kupca Friedricha Heinricha Carla i Berthy Cäcilie z domu Hoyer, będąc drugim spośród ich dziewięciorga dzieci. W latach 1872–1883 uczęszczał do bydgoskiego gimnazjum Fryderyka Wilhelma, pobierając też lekcje rysunku u bydgoskiego malarza Alexandra Flotowa.
Po złożeniu egzaminu dojrzałości w 1883 wyjechał do Berlina z zamiarem studiowania na tamtejszej Akademii Sztuk Pięknych. Podjęte wiosną 1883 studia zmuszony był przerwać wobec opinii profesora, który przypisywał mu brak talentu artystycznego. Nie rezygnując, pobierał prywatne lekcje u profesorów malarstwa Hermanna Eschke i Hansa Gudego. Zdaniem współucznia, późniejszego pejzażysty i marynisty Oscara Eschkego, nie miał nadzwyczajnego talentu i postępy w znajomości malarstwa osiągał dzięki wysiłkowi i wytrwałości. Głównym jego nauczycielem był członek Berlińskiej Akademii Sztuki Hans Gude, prowadzący pracownię malarstwa pejzażowego.
Podczas pobytu w Berlinie obserwował z bliska konflikt artystyczny pomiędzy konserwatywnym akademizmem (malarstwo m.in. o treściach patriotyczno-historycznych, służące ówczesnej ideologii państwowej), a nowym prądem malarskim (francuski impresjonizm) właściwym młodszym artystom. Wykonywał wiele prac studyjnych, zwłaszcza postaci, zwierząt i motywów z natury. Plenerem dla jego prac były okolice Berlina, Rugia i wybrzeże Bałtyku. Znalazły się wśród nich też utrwalone w pamięci motywy z Borów Tucholskich, Kujaw, brzegów Warty i Wisły. Rokrocznie w Boże Narodzenie odwiedzał rodziców mieszkających w Bydgoszczy; powstawały wówczas rysunki z motywami z okolic miasta, zwłaszcza Rynkowa.
W 1887 opuścił pracownię Gudego i wystawił swoje prace w Królewskiej Akademii Sztuki. Jego obrazy przepełnione idyllizmem zyskały uznanie; Ziegeleien in Eckenförde zakupiła w 1889 Galeria Drezdeńska. Znalazł wówczas swe miejsce wśród berlińskiej bohemy. Zbliżył się do kręgu Maxa Marschalka, poznał Gerharta Haupmanna, swego wieloletniego przyjaciela. W 1890 został zatrudniony na stanowisku nauczyciela w Kunstschule w Berlinie oraz założył własne atelier. Pod wpływem Hauptmanna próbował swoich sił w pisarstwie – w 1896 powstała powieść Auf der Schwelle pełna motywów autobiograficznych. Należał do grona literatów i malarzy, skupionych wokół Gerharta Haupmanna (w towarzystwie Maxa Liebermanna, Maxa Halbe, Lovisa Corintha, Edvarda Muncha) oraz naturalistów, którzy utworzyli własne towarzystwo skupione w podberlińskim Friedrichshagen. Z tego kręgu pochodziła także jego przyszła żona Anna Mohr. Bywał też gościem Friedricha Carla Andreasa wraz z A. Strindbergiem, E. Munchem, R. Dehmelem, a także Stanisławem Przybyszewskim.
Jego pragnieniem było zaprezentowanie własnych prac malarskich na wystawie organizowanej przez Akademię Sztuk Pięknych, co było trudne dla przedstawicieli nowych prądów artystycznych. Od 1892 był uczestnikiem grupy artystycznej o nazwie „Die Elf” (Jedenastka), której przywódcą był Max Liebermann. Wystawy ich były prezentacją nowego myślenia o sztuce, odrzucanego przez konserwatywną publiczność berlińską. Stały się jednak pierwszym przejawem opozycji wobec akademizmu cieszącego się mecenatem państwa. Leistikow na wystawach eksponował głównie pejzaże pełne dekoracyjnego nastroju, w których prezentował motywy z okolic Berlina, Pomorza i Brandenburgii. W 1892 wystąpił w obronie Edvarda Muncha, którego wystawę zamknięto na wniosek berlińskich akademików. Polemizował wówczas na łamach berlińskiej prasy artystycznej, żądając tolerancji i otwarcia na nowe prądy w malarstwie.
W 1893 wyjechał do Paryża, co wzmogło jego fascynację impresjonizmem. Na gruncie prac francuskich impresjonistów uzmysłowił sobie rolę, jaką w kreacjach malarskich odgrywa barwa oraz światło. Doświadczenia te znalazły wyraz w jego późniejszych pracach. Odszedł wówczas od naturalizmu w kierunku „realistycznego romantyzmu”, oddając pierwszeństwo barwie, światłu i kontrastom.
W 1898 był współzałożycielem grupy „Berlińskiej Secesji”, skupiającej modernistycznie ukierunkowanych młodych twórców berlińskich; jako sekretarz wszedł w skład jej zarządu i poświęcił jej resztę swego życia artystycznego (pierwsza wystawa prac członków „Secesji” odbyła się 20 maja 1899).
W latach 90. XIX wieku zainteresował się również stylizacją, w której odszedł od realistycznego prezentowania motywów. Przeżył także fascynację sztuką japońską. W latach 1896–1900 odbył kilka podróży do Skandynawii; ich wynikiem były malownicze pejzaże nadmorskie i górskie oraz motywy wsi skandynawskiej. Zainteresował się także sztuką użytkową: zdobnictwem wyrobów rękodzielniczych, obwolut książkowych i projektowaniem wzorów tapet.
Po 1900 powrócił do malarstwa sztalugowego przepełnionego melancholijnym pięknem i nastrojowością. Zdobył wówczas uznanie jako artysta, a jego prace trafiły do galerii w Berlinie, Dreźnie, Monachium i Wiedniu. Reprodukowano je w wielu albumach malarstwa. W 1907 został mianowany profesorem Akademii Sztuk Pięknych w Berlinie. Był już wówczas śmiertelnie chory na syfilis, którym zaraził się w młodości, a będącym wówczas nieuleczalną chorobą. Ostatni okres życia spędził w podberlińskim sanatorium „Hubertus” nad Schlachtensee, gdzie  24 lipca 1908 popełnił samobójstwo. Został pochowany na cmentarzu przy Bergstrasse w Berlinie. Uroczystości żałobne 29 lipca 1908 zgromadziły rzeszę artystów i ludzi związanych ze sztuką z całych Niemiec.
Od 1894 malarz żonaty był z pochodzącą z Danii Anną z d. Mohr, z którą miał córkę Gerdę (ur. 1896) i syna Gunnara (ur. 1903).

## Zbiory

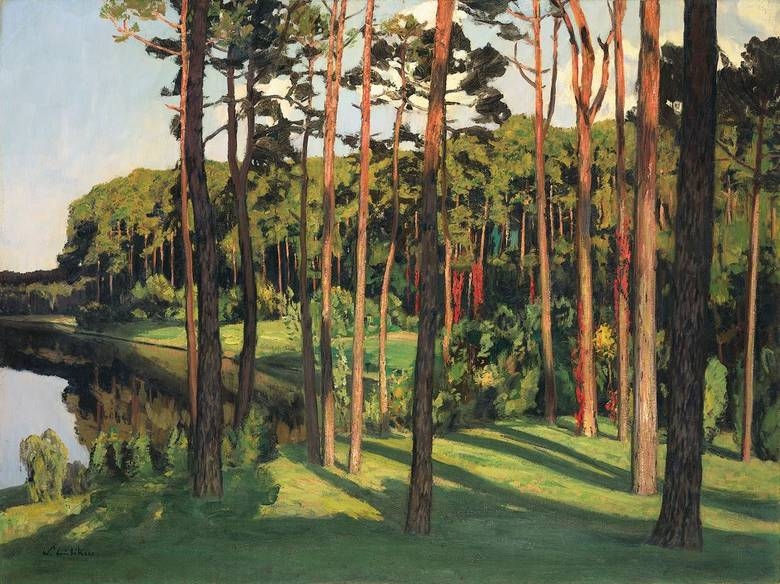
Pejzaż brandenburski (1896)

Do historii malarstwa przeszedł przede wszystkim jako autor pejzaży okolic Berlina i Brandenburgii oraz założyciel „Berlińskiej Secesji”. Do najważniejszych jego prac należały m.in.:
- Wäscherinnen am Seeufer (1886)
- Am Jasmunder Bodden auf Rügen (1888)
- Grunewaldsee (1895)
- Märkische Seelandschaft (1896)
- Norwegisches Hochgebirge (1897)
- Aus der Mark (1898)
- Blick auf die Havel (1900)
- Fischerhütte in den Dünen (1902)
- Seeufer (1906)
- Am Grunewaldsee (1907)

Zbieraniem jego prac zajmowało się w okresie międzywojennym Muzeum Miejskie w Bydgoszczy, które w 1928 r. urządziło pierwszą wystawę jego dzieł w Polsce. W zbiorach Muzeum Okręgowego w Bydgoszczy znajduje się pokaźna kolekcja jego obrazów olejnych, akwarel, pasteli i grafik.

## Upamiętnienie
W czerwcu 1912 r. staraniem Niemieckiego Towarzystwa Sztuki i Wiedzy w Bydgoszczy na nieistniejącym dzisiaj budynku przy ul. Gdańskiej 25, w którym zamieszkiwał, wmurowano tablicę pamiątkową autorstwa profesora Akademii Sztuk Pięknych w Berlinie F. Klimscha.